# Качаки

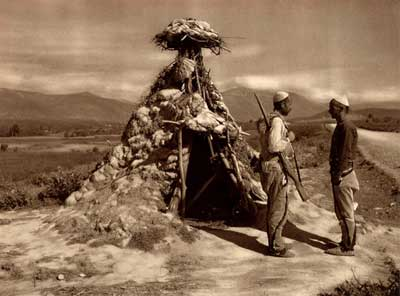
Косовсько-албанські повстанці, які контролюють дорогу у Косово, 1920-ті роки

Качаки (алб. kaçak, серб. kačaci/качаци) — термін, використовуваний для албанських бандитів, що діяли у XIX і на початку XX століття на терені сьогоденної Північній Албанії, Чорногорії, Косово та Македонії, а пізніше як термін для албанських повстанців, які воювали проти Королівства Сербії (1910–1918) та Королівства Югославії (1918–1924).

## Етимологія
Слово походить від турецького kaçak («бандит, злочинець, дезертир»), оригінал з kaç-ak («той, хто тікає, дезертир»). Слово відноситься до албанських злочинців, які групами нападали і грабували приватних осіб, каравани або села.

## Історія
Комітет з питань національної оборони Косово (Komiteti për Mbrojten Kombëtare së Kosovës) був створений у Шкодері під лідерством Хасана Приштини. Комітет спонсорував повстанців і організував активний опір у Північній Албанії та районах Югославії, де проживало албанське населення.
У 1918 році албанські качаки були активні навколо Охрида і Бітоли.
Качаки були популярні серед албанців, їх локальна підтримка збільшилася у 1920 році, коли Хасан Приштина став членом парламенту Албанії, Ходже Кадріу став міністром юстиції, а Байрам Цуррі став військовим міністром. Всі троє були косовськими албанцями. Протягом цього часу, косовські албанці під проводом Азема Галіци почали збройну боротьбу, також відому як Качакський рух.
Вони широко зображені в албанському фольклорі.

## Персоналії

### Османський період
- Міхал Грамено
- Салі Бутка
- Іса Болетіні
- Чоло Мезані
- Бахо Топуллі
- Черчіз Топуллі

## Югославський період
- Байрам Цуррі, організатор і колишній боєць
- Азем Галіца, лідер повстанців